# Березина (учения, 1978)
«Березина» — крупные общевойсковые учения, проходившие в Советском Союзе в 1978 году. Учения проходили с 6 по 10 февраля 1978 года в районе Минска, Орши и Полоцка под руководством генерал-полковника М. М. Зайцева.
Учения «Березина» проходили в канун 60-летия Советских Вооружённых Сил, и стали первыми, после Великой Отечественной войны, на которых в соответствии с Заключительным актом по безопасности и сотрудничеству в Европе Хельсинкских соглашений, в качестве наблюдателей присутствовали американцы.

## Ход учений
От Воздушно-десантных войск в учениях участвовал 350-й парашютно-десантный полк 103-й гвардейской воздушно-десантной дивизии. Десантная часть десантировалась в полном составе с техникой и вооружением из самолётов Ил-76.

## Освещение и наблюдатели
Были приглашены представители Бельгии, ГДР, ФРГ, Люксембурга, Голландии, Польши, Англии, США, Франции, Чехословакии, Швейцарии. В итоге только Люксембург не прислал своего наблюдателя на учения.
Освещение учений вели многие мировые СМИ, даже Китайское информационное агентство «Синьхуа». Корреспондент «Нью-Йорк Таймс», будущий посол США в Германии, Ричард Барт написал тогда следующее: „Для Советской Армии, широкомасштабные манёвры в самый лютый мороз не в диковинку, но для двух американских офицеров, которые две недели назад стали первыми американцами — очевидцами военных манёвров в Советском Союзе со времён Второй Мировой войны, это было нечто особенное.“
Учения посещали Иван Шамякин и Константин Симонов.

## Оценки
Присутствовавшие на учениях иностранные военные наблюдатели выразили своё полное удовлетворение приёмом, оказанным им в СССР. Наблюдатели подчеркнули, что это приглашение, так же как и все предыдущие приглашения на учения такого масштаба, соответствуют духу хельсинкского соглашения, создают атмосферу доверия, взаимопонимания и сотрудничества и являются новым доказательством того, что СССР по-настоящему серьёзно относится к выполнению международных договоров.
По оценкам приведённым в ежегодном отчёте «СССР: Факты и цифры» за 1979 год, к учениям было привлечено около 25 тыс. — 35 тыс. человек.
Вашингтонский аналитик и исследователь Дэйвид Исби высоко характеризует учения «Березина»:

На учениях «Березина» в 1978 году, впечатляющая картина чёткой совместной работы была ключевым пунктом решающей фазы учений. Централизованное командование также осуществляет координацию между различными вооружёнными формированиями при нанесении ударов, обеспечивая взаимодействие, а равно и максимально эффективное использование всего имеющегося оружия. Это часть Советского «системного подхода» к военным вопросам, который требует индивидуальных изобретений — в оружии, тактике или в более объёмных вопросах — которые подлежат испытанию как части единого целого. Этой философией пропитаны Советские вооружённые силы, от высших стратегических уровней до полевых тактических действий.
Оригинальный текст (англ.)In Exercise Berezina in 1978, "the impressive picture of precise collaboration" was "the turning point of the decisive battle." Centralised command also implements co-ordination between different formations or different strikes, ensuring co-operation as well as the maximum effective utilisation of available weapons. It is part of the Soviet "systems approach" to military affairs, which requires individual issues - weapons, tactics or larger entities - to be examined as components of a larger whole. This philosophy imbues the Soviet military, from the highest levels down to battlefield tactics.
— David C. Isby «Weapons and tactics of the Soviet Army»

## Интересные факты
- Несмотря на приглашение военных наблюдателей из США, Линда Брэйди и Джойс Кауфман в своей книге «Нато в 80-х» отмечают, что этим наблюдателям были выданы неисправные бинокли[8], о чём упоминают также журнал «Ридерз Дайджест» (Volume 134, 1989) и на слушаниях Американского Конгресса (Department of Defense appropriations for 1979, Part 4).

### Поэзия
Коваль-Волков А. И. Учения «Березина» = Сыновнего сердца ритм (стихи) // Правда : Газета. — М.: Правда, 1979. — № от 5 марта.
Николаев А. На учениях «Березина» // Параллели и меридианы: книга новых стихов. — М.: Советский писатель, 1984. — С. 12. — 102 с.